# سیارک ۳۳۰۴۴
سیارک ۳۳۰۴۴ (به انگلیسی: 33044 Erikdavy، نامگذاری:1997UE) سی و سه هزار و چهل و چهارمین سیارک کشف شده‌است که در ۲۰ اکتبر ۱۹۹۷ کشف شد.